# 皮库姆努斯
皮库姆努斯（英語：Picumnus）。出现于古罗马神话中的神祇之一。在古罗马，他负责职掌生产、农业、婚姻、儿童等多个不同方面。因为凭借其所统辖之广泛性而具有重大意义与影响。